# Dheeradj Somai
Dheeradj Somai is een Surinaams dammer.

## Biografie
Dheeradjdutt Somai speelde sinds 2001 meer dan tien keer mee tijdens het Surinaams kampioenschap dammen. In 2006 werd hij demikampioen (derde) tijdens het Surinaams kampioenschap. Hij bereikte in andere jaren geen podium plaats, maar wist in 2012 en 2013 nog wel een derde plaats te behalen tijdens de halve finale. Ook komt hij uit op andere toernooien als het Srefidensi Open en Roethof Open. Tijdens het sneldamtoernooi Bhan Partapsing Memorial behaalde hij in 2012 de eerste plaats bij zijn eigen club Combinatie '80. Bij de FMJD is hij een kandidaat Federatiemeester (cFM; stand 2022).

## Palmares
Bij de onderstaande toernooien behaalde hij het podium:
| Jaar | plaats | kampioenschap            |
| ---- | ------ | ------------------------ |
| 2006 | Brons  | Surinaams Kampioenschap  |
| 2012 | Goud   | Bhan Partapsing Memorial |